# Ruth Osburn
Ruth I. Osburn (née le 24 avril 1912 à Shelbyville et décédé le 8 janvier 1994 à Tucson) est une athlète américaine spécialiste du lancer du disque. Elle mesurait 1,70 m pour 59 kg.

## Biographie

### Palmarès
| Date | Compétition           | Lieu        | Résultat | Performance |
| ---- | --------------------- | ----------- | -------- | ----------- |
| 1932 | Jeux olympiques d'été | Los Angeles | 2e       | 40,12 m     |

### Records
| Épreuve          | Performance | Lieu | Date |
| ---------------- | ----------- | ---- | ---- |
| Lancer du disque | 40,56 m     |      | 1932 |